# Caspar August Neuhaus
Pour les articles homonymes, voir Neuhaus.
Caspar August Neuhaus (né le 23 octobre 1860 à Welschen Ennest et mort le 12 mai 1926 à Carlsbad) est un fabricant de cigares et député du Reichstag.

## Biographie
Neuhaus étudie à l'école élémentaire de Welschen Ennest, à l'école du rectorat d'Olpe et à l'école secondaire de Münster. Il suit une formation commerciale et technique pendant huit ans au pays et à l'étranger. Plus tard, il dirige une fabrique de cigares (August Neuhaus & Cie) à Schwetzingen et dans plusieurs villes de campagne et une usine de cigarettes à Dresde. À partir de 1898, il est conseiller local, à partir de 1895 membre de la chambre de commerce de Mannheim, à partir de 1901 membre de la deuxième chambre de Bade et à partir de 1903 membre du conseil des chemins de fer de Bade. En 1894, il fait construire la Villa Neuhaus à Schwetzingen.
De 1913 à 1918, il est député du Reichstag pour la 8e circonscription de Bade (Rastatt, Bühl (de), Baden-Baden) avec le Zentrum. La August-Neuhaus-Strasse à Schwetzingen porte son nom.
Son petit-fils est Alfred Hubertus Neuhaus (de), responsable d'August Neuhaus & Cie. à partir de 1961 et est député du Bundestag de 1976 à 1983.